# Championnat de France féminin de handball 2016-2017
Navigation
2015-2016 2017-2018
| \| Issy-les-Mlx Metz Toulon Besançon Fleury-les-A. Nantes Dijon Nice Celles-sur-Belle Brest Chambray \| Localisation des clubs engagés dans le championnat. En rouge, le champion. |
| Issy-les-Mlx Metz Toulon Besançon Fleury-les-A. Nantes Dijon Nice Celles-sur-Belle Brest Chambray                                                                                  |

La saison 2016-2017 de LFH est la soixante-cinquième édition du Championnat de France féminin de handball. Le premier niveau du handball féminin français oppose cette saison onze clubs en une série de vingt rencontres jouées du 10 septembre 2016 au 23 avril 2017 et réparties sur vingt-deux journées. À la fin de cette première phase, et ce jusqu'au 4 juin 2017, les huit premières équipes se disputent le titre et les qualifications européennes lors de playoffs alors que les trois dernières luttent pour le maintien lors des playdowns.
Metz Handball est le tenant du titre et remporte son vingt-et-unième trophée en éliminant le Brest Bretagne Handball en finale.

## Formule de la compétition
La phase régulière du championnat de LFH se déroule en une phase aller suivie d’une phase retour formant un total de 22 journées sportives. 11 clubs s’affrontent au cours de la phase régulière du championnat.
A l’issue de la saison régulière du championnat, les équipes classées de la 1re à la 8e place sont qualifiées pour disputer les playoffs qui détermineront l’équipe championne de France. Phases finales du championnat, les playoffs sont des matchs aller-retour à élimination directe débutant à partir des quarts de finale. Le vainqueur de la finale des playoffs est qualifié pour la Ligue des champions et l’équipe finaliste se qualifie pour la Coupe de l'EHF.
Les équipes occupant les places 9 à 11 se rencontrent en playdowns à l’issue desquels la dernière équipe se voit reléguée en Division 2.

## Clubs participants
Légende des couleurs
- Champion de France et qualifié pour la Ligue des champions
- Qualifié pour la Coupe de l'EHF
- Promu de deuxième division

| Club                             | En LFH depuis | 2015-2016 | Entraîneur                 | Salles                                                         | Capacité    |
| -------------------------------- | ------------- | --------- | -------------------------- | -------------------------------------------------------------- | ----------- |
| Metz Handball                    | 1987          | 1er       | Emmanuel Mayonnade         | Complexe Sportif Saint Symphorien Palais omnisports Les Arènes | 1 200 4 525 |
| CJF Fleury Loiret                | 2003          | 2e        | Christophe Cassan          | Gymnase Albert Auger Palais des sports d'Orléans               | 646 2 661   |
| Issy Paris Hand                  | 2010          | 3e        | Pablo Morel Arnaud Gandais | Salle Robert Charpentier Stade Pierre-de-Coubertin             | 1 700 4 016 |
| OGC Nice Handball                | 2012          | 4e        | Marjan Kolev               | Halle des sports Charles-Ehrmann                               | 1 450       |
| ES Besançon                      | 2015          | 5e        | Raphaëlle Tervel           | Palais des sports de Besançon                                  | 3 380       |
| Nantes Loire Atlantique Handball | 2013          | 6e        | Jan Bašný                  | Complexe sportif du Vigneau Salle de la Trocardière            | 1 640 4 238 |
| Toulon Saint-Cyr HB              | 2008          | 7e        | Thierry Vincent            | Palais des sports Jauréguiberry                                | 4 300       |
| Cercle Dijon Bourgogne           | 2014          | 8e        | Christophe Maréchal        | Palais des sports Jean-Michel Geoffroy                         | 3 100       |
| Brest Bretagne Handball          | 2016          | 1er (D2)  | Laurent Bezeau             | Brest Arena                                                    | 4 077       |
| Chambray Touraine Handball       | 2016          | 2e (D2)   | Guillaume Marquès          | Gymnase de la Fontaine Blanche                                 | 700         |
| HBC Celles-sur-Belle             | 2016          | 8e (D2)   | Vincent Philippart         | Complexe sportif de Celles-sur-Belle L'Acclameur               | 1 300 2 850 |

### Budgets et masses salariales

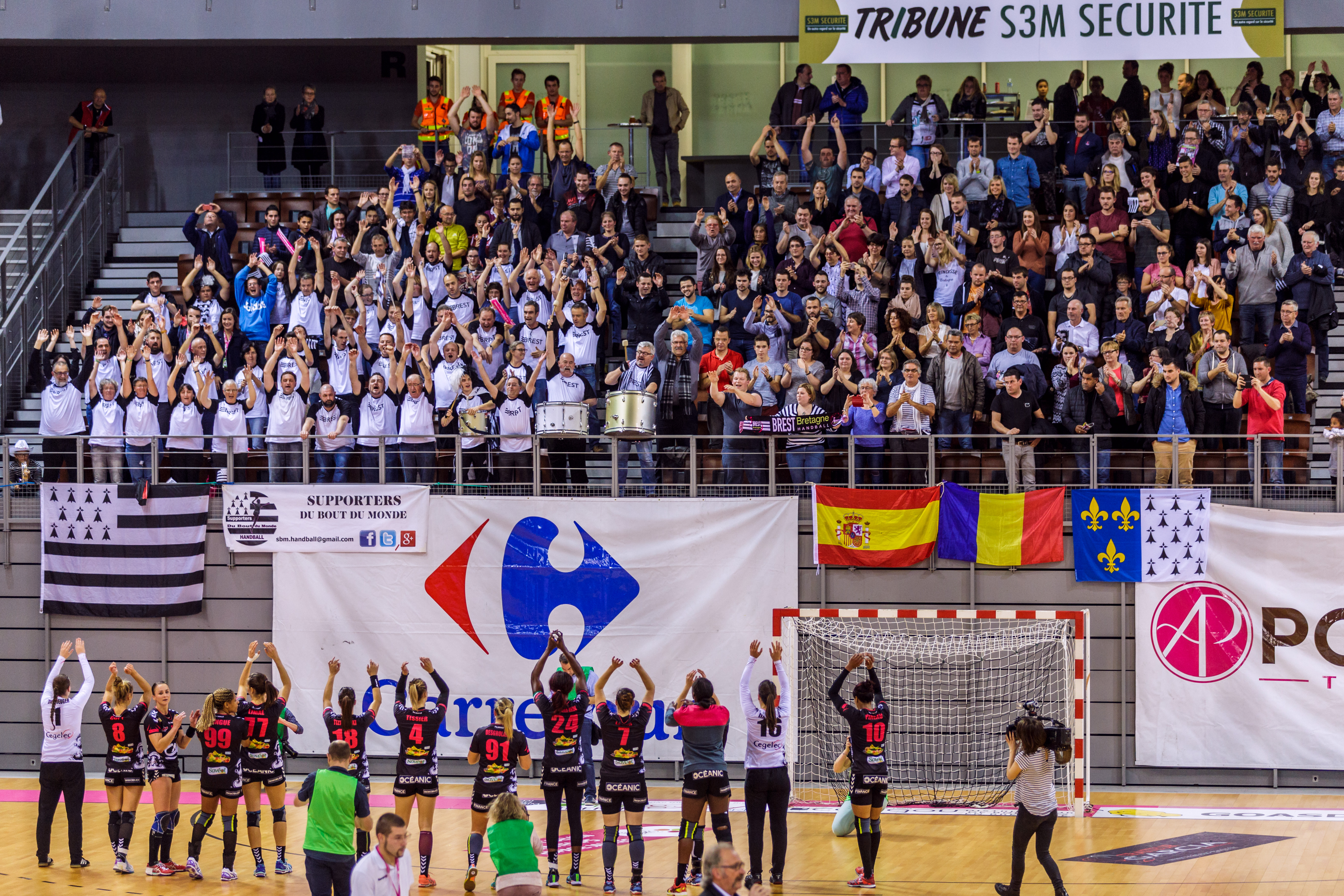
Brest Bretagne Handball à la Brest Arena le 16 novembre 2016.

Le budget de chacun des clubs est de :
| Clubs                | Budget 2016-17 (en millions d'€) | Budget 2015-16 (en millions d'€) | Évolution |
| -------------------- | -------------------------------- | -------------------------------- | --------- |
| Brest (P)            | 2,38                             | 1,7                              | + 40%     |
| Metz                 | 2,30                             | 2,20                             | +5%       |
| Fleury               | 1,997                            | 2,20                             | -9%       |
| Toulon               | 1,933                            | 1,4                              | +38%      |
| Issy Paris           | 1,931                            | 1,50                             | +29%      |
| Nice                 | 1,315                            | 1,35                             | -3%       |
| Nantes               | 1,314                            | 1,35                             | -3%       |
| Dijon                | 1,307                            | 1,05                             | +24%      |
| Besançon             | 1,251                            | 1,23                             | +2%       |
| Chambray (P)         | 1,061                            | ?                                | ?         |
| Celles-sur-Belle (P) | 0,775                            | ?                                | ?         |
| Budget moyen         | 1,60                             | 1,52                             | +5%       |
| Budget médian        | 1,315                            | 1,4                              | -6%       |

## Saison régulière

### Classement
|    | Équipe                         | Pts | J  | G  | N | P  | Bp  | Bc  | Diff | Dép |
| -- | ------------------------------ | --- | -- | -- | - | -- | --- | --- | ---- | --- |
| 1  | Metz Handball (T)              | 57  | 20 | 18 | 1 | 1  | 585 | 437 | 148  | -   |
| 2  | Issy Paris Hand                | 50  | 20 | 15 | 0 | 5  | 582 | 517 | 65   | -   |
| 3  | Brest Bretagne Handball (P)    | 45  | 20 | 13 | 0 | 7  | 505 | 437 | 68   | -   |
| 4  | ES Besançon                    | 42  | 20 | 10 | 2 | 8  | 528 | 498 | 30   | -   |
| 5  | Nantes LAH                     | 40  | 20 | 9  | 2 | 9  | 521 | 528 | -7   | +5  |
| 6  | Chambray Touraine Handball (P) | 40  | 20 | 9  | 2 | 9  | 512 | 520 | -8   | -5  |
| 7  | Toulon Saint-Cyr VHB           | 38  | 20 | 7  | 4 | 9  | 459 | 509 | -50  | -   |
| 8  | Cercle Dijon Bourgogne         | 37  | 20 | 7  | 3 | 10 | 520 | 553 | -33  | -   |
| 9  | CJF Fleury Loiret              | 32  | 20 | 6  | 0 | 14 | 471 | 539 | -68  | +7  |
| 10 | OGC Nice CA HB                 | 32  | 20 | 5  | 2 | 13 | 464 | 540 | -76  | -7  |
| 11 | HBC Celles-sur-Belle (P)       | 26  | 20 | 2  | 2 | 16 | 476 | 545 | -69  | -   |

|     | Qualification aux playoffs    |
|     | Participation aux playdowns   |
| (T) | Tenant du titre 2015-2016     |
| (P) | Promu de Division 2 2015-2016 |

### Évolution du classement
| Club               | 1     | 2    | 3     | 4     | 5     | 6     | 7     | 8     | 9    | 10   | 11   | 12   | 13   | 14   | 15   | 16    | 17    | 18    | 19    | 20   | 21   | 22   |
| ------------------ | ----- | ---- | ----- | ----- | ----- | ----- | ----- | ----- | ---- | ---- | ---- | ---- | ---- | ---- | ---- | ----- | ----- | ----- | ----- | ---- | ---- | ---- |
| Besançon           | 1     | 2    | 2     | 6 ex  | 7 -1  | 9     | 6     | 6     | 6    | 5    | 5    | 4    | 3    | 3    | 4 ex | 4 -1  | 4     | 5     | 6     | 6    | 4    | 4    |
| Brest              | 7     | 5    | 3     | 1     | 2 ex  | 3     | 2     | 4     | 3    | 2    | 2    | 1    | 1    | 1    | 1    | 2 ex  | 2     | 3     | 3     | 3    | 3    | 3    |
| Celles-sur-Belle   | 10    | 10   | 10    | 10    | 10    | 10 +1 | 10 +1 | 11 ex | 11   | 11   | 11   | 11   | 11   | 11   | 11   | 11    | 11 +1 | 11 +1 | 11 ex | 11   | 11   | 11   |
| Chambray-lès-Tours | 6     | 9    | 11 ex | 11 -1 | 11 -1 | 11    | 11    | 10    | 10   | 8    | 8    | 8    | 8 ex | 9 -1 | 9 -1 | 10 -1 | 9     | 8     | 8     | 7    | 7    | 6    |
| Dijon              | 3     | 3    | 6     | 5     | 2     | 1 +1  | 1 +1  | 3 +1  | 5 ex | 6    | 6    | 6    | 6    | 6    | 6    | 7     | 6 +1  | 7 +1  | 7 +1  | 8 ex | 8    | 8    |
| Fleury-les-Aubrais | 5     | 1    | 1     | 2     | 3     | 6 ex  | 8     | 8     | 8    | 9    | 9    | 10   | 9    | 9    | 8    | 8     | 10 ex | 10    | 10    | 10   | 10   | 9    |
| Issy Paris         | 2     | 8 ex | 8 -1  | 7 -1  | 6 -1  | 3     | 5     | 5     | 4    | 3    | 3    | 3    | 4 ex | 4 -1 | 3 -1 | 3 -1  | 3     | 2     | 2     | 2    | 2    | 2    |
| Metz               | 11 ex | 7 -1 | 4 -1  | 3 -1  | 1 -1  | 2     | 3     | 1     | 1    | 1    | 1    | 2 ex | 2 -1 | 2 -1 | 2 -1 | 1 -1  | 1     | 1     | 1     | 1    | 1    | 1    |
| Nantes             | 9     | 6    | 7     | 8     | 8     | 5 +1  | 4 +1  | 2 +1  | 2 +1 | 4 ex | 4    | 5    | 5    | 5    | 5    | 5     | 5 +1  | 4 +1  | 4 +1  | 4 +1 | 5 ex | 5    |
| Nice               | 4     | 4    | 5     | 4     | 4     | 6 +1  | 9 ex  | 9     | 9    | 10   | 10   | 9    | 10   | 10   | 10   | 9     | 8 +1  | 9 ex  | 9     | 9    | 9    | 10   |
| Toulon Saint-Cyr   | 8     | 11   | 9     | 9     | 9     | 7 +1  | 7 +1  | 7 +1  | 7 +1 | 7 +1 | 7 ex | 7    | 7    | 7    | 7    | 6     | 7 +1  | 6 +1  | 4 +1  | 5 +1 | 6 +1 | 7 ex |

Légende :  : premier,   : playoffs,   : playdowns, ex : exempt pour la journée concernée, -1 ou +1 : match en retard ou en avance par rapport à la majorité des autres équipes.

### Résultats
| Résultats (dom.\ext.)                                      | BES   | BRE   | CEL   | CHA   | DIJ   | FLE   | ISS   | MET   | NAN   | NIC   | TOU   |
| Besançon                                                   |       | 20-26 | 26-23 | 31-28 | 32-26 | 32-19 | 29-34 | 25-26 | 26-25 | 32-18 | 22-22 |
| Brest                                                      | 24-21 |       | 29-23 | 22-23 | 31-23 | 24-27 | 25-20 | 28-29 | 29-20 | 21-22 | 25-17 |
| Celles-sur-Belle                                           | 22-23 | 26-34 |       | 25-25 | 20-20 | 20-16 | 23-27 | 22-29 | 24-29 | 28-20 | 25-32 |
| Chambray-lès-Tours                                         | 29-24 | 23-22 | 29-26 |       | 23-24 | 32-23 | 27-31 | 26-27 | 27-30 | 25-21 | 26-27 |
| Dijon                                                      | 28-28 | 21-28 | 27-25 | 25-27 |       | 29-26 | 33-28 | 22-26 | 25-20 | 27-31 | 27-30 |
| Fleury-les-Aubrais                                         | 19-20 | 22-24 | 26-22 | 27-28 | 29-28 |       | 29-36 | 21-33 | 26-28 | 26-23 | 21-20 |
| Issy Paris                                                 | 26-25 | 24-23 | 30-22 | 32-29 | 27-33 | 32-20 |       | 26-27 | 33-31 | 35-20 | 27-21 |
| Metz                                                       | 28-25 | 21-22 | 34-18 | 32-11 | 34-20 | 28-26 | 30-22 |       | 32-25 | 30-24 | 33-16 |
| Nantes                                                     | 25-29 | 20-26 | 32-29 | 25-23 | 39-27 | 29-21 | 22-33 | 22-22 |       | 28-22 | 22-22 |
| Nice                                                       | 24-36 | 22-17 | 32-29 | 24-24 | 25-31 | 22-26 | 21-28 | 20-29 | 28-22 |       | 25-26 |
| Toulon Saint-Cyr                                           | 26-22 | 13-25 | 25-24 | 22-27 | 24-24 | 29-21 | 27-31 | 16-35 | 24-27 | 20-20 |       |
| - Victoire à domicile - Match nul - Victoire à l'extérieur |       |       |       |       |       |       |       |       |       |       |       |

## Phases finales
Les phases finales se disputent du 29 avril au 4 juin 2017 et visent à établir le classement final de la saison. Le vainqueur des playoffs est désigné champion de France, le perdant des playdowns est relégué en seconde division.

### Playoffs
Pour chaque confrontation, le match aller se joue sur le terrain de l'équipe la moins bien classée, le match retour est accueilli par le mieux classé.
|  | Quarts de finale                  | Quarts de finale                  | Quarts de finale                  | Quarts de finale                  |     |                 | Demi-finales                     | Demi-finales                     | Demi-finales                     | Demi-finales                     |                                  |                                  | Finale                           | Finale                           | Finale                           | Finale                           |
|  |                                   |                                   |                                   |                                   |     |                 |                                  |                                  |                                  |                                  |                                  |                                  |                                  |                                  |                                  |                                  |
|  | le 29 avril 2017 et le 6 mai 2017 | le 29 avril 2017 et le 6 mai 2017 | le 29 avril 2017 et le 6 mai 2017 | le 29 avril 2017 et le 6 mai 2017 |     |                 | le 14 mai 2017 et le 20 mai 2017 | le 14 mai 2017 et le 20 mai 2017 | le 14 mai 2017 et le 20 mai 2017 | le 14 mai 2017 et le 20 mai 2017 |                                  |                                  | le 31 mai 2017 et le 3 juin 2017 | le 31 mai 2017 et le 3 juin 2017 | le 31 mai 2017 et le 3 juin 2017 | le 31 mai 2017 et le 3 juin 2017 |
|  | le 29 avril 2017 et le 6 mai 2017 | le 29 avril 2017 et le 6 mai 2017 | le 29 avril 2017 et le 6 mai 2017 | le 29 avril 2017 et le 6 mai 2017 |     |                 | le 14 mai 2017 et le 20 mai 2017 | le 14 mai 2017 et le 20 mai 2017 | le 14 mai 2017 et le 20 mai 2017 | le 14 mai 2017 et le 20 mai 2017 |                                  |                                  | le 31 mai 2017 et le 3 juin 2017 | le 31 mai 2017 et le 3 juin 2017 | le 31 mai 2017 et le 3 juin 2017 | le 31 mai 2017 et le 3 juin 2017 |
|  | 8e                                | Cercle Dijon Bourgogne            | 24                                | 29                                |     |                 | le 14 mai 2017 et le 20 mai 2017 | le 14 mai 2017 et le 20 mai 2017 | le 14 mai 2017 et le 20 mai 2017 | le 14 mai 2017 et le 20 mai 2017 |                                  |                                  | le 31 mai 2017 et le 3 juin 2017 | le 31 mai 2017 et le 3 juin 2017 | le 31 mai 2017 et le 3 juin 2017 | le 31 mai 2017 et le 3 juin 2017 |
|  | 8e                                | Cercle Dijon Bourgogne            | 24                                | 29                                |     |                 | le 14 mai 2017 et le 20 mai 2017 | le 14 mai 2017 et le 20 mai 2017 | le 14 mai 2017 et le 20 mai 2017 | le 14 mai 2017 et le 20 mai 2017 |                                  |                                  | le 31 mai 2017 et le 3 juin 2017 | le 31 mai 2017 et le 3 juin 2017 | le 31 mai 2017 et le 3 juin 2017 | le 31 mai 2017 et le 3 juin 2017 |
|  | 1er                               | Metz Handball                     | 28                                | 29                                |     |                 | le 14 mai 2017 et le 20 mai 2017 | le 14 mai 2017 et le 20 mai 2017 | le 14 mai 2017 et le 20 mai 2017 | le 14 mai 2017 et le 20 mai 2017 |                                  |                                  | le 31 mai 2017 et le 3 juin 2017 | le 31 mai 2017 et le 3 juin 2017 | le 31 mai 2017 et le 3 juin 2017 | le 31 mai 2017 et le 3 juin 2017 |
|  | 1er                               | Metz Handball                     | 28                                | 29                                | 1er | Metz Handball   | 30                               | 29                               |                                  |                                  |                                  |                                  | le 31 mai 2017 et le 3 juin 2017 | le 31 mai 2017 et le 3 juin 2017 | le 31 mai 2017 et le 3 juin 2017 | le 31 mai 2017 et le 3 juin 2017 |
|  | le 28 avril 2017 et le 5 mai 2017 |                                   |                                   |                                   | 1er | Metz Handball   | 30                               | 29                               |                                  |                                  |                                  |                                  | le 31 mai 2017 et le 3 juin 2017 | le 31 mai 2017 et le 3 juin 2017 | le 31 mai 2017 et le 3 juin 2017 | le 31 mai 2017 et le 3 juin 2017 |
|  |                                   |                                   | 4e                                | ES Besançon                       | 20  | 24              |                                  |                                  |                                  |                                  |                                  |                                  | le 31 mai 2017 et le 3 juin 2017 | le 31 mai 2017 et le 3 juin 2017 | le 31 mai 2017 et le 3 juin 2017 | le 31 mai 2017 et le 3 juin 2017 |
|  | 5e                                | Nantes LAH                        | 4e                                | ES Besançon                       | 20  | 24              | 19                               | 23                               |                                  |                                  |                                  |                                  | le 31 mai 2017 et le 3 juin 2017 | le 31 mai 2017 et le 3 juin 2017 | le 31 mai 2017 et le 3 juin 2017 | le 31 mai 2017 et le 3 juin 2017 |
|  | 5e                                | Nantes LAH                        | le 13 mai 2017 et le 19 mai 2017  |                                   |     |                 | 19                               | 23                               |                                  |                                  |                                  |                                  | le 31 mai 2017 et le 3 juin 2017 | le 31 mai 2017 et le 3 juin 2017 | le 31 mai 2017 et le 3 juin 2017 | le 31 mai 2017 et le 3 juin 2017 |
|  | 4e                                | ES Besançon                       | 18                                | 26                                |     |                 |                                  |                                  |                                  |                                  |                                  |                                  | le 31 mai 2017 et le 3 juin 2017 | le 31 mai 2017 et le 3 juin 2017 | le 31 mai 2017 et le 3 juin 2017 | le 31 mai 2017 et le 3 juin 2017 |
|  | 4e                                | ES Besançon                       | 18                                | 26                                | 1er | Metz Handball   | 22                               | 25                               |                                  |                                  |                                  |                                  |                                  |                                  |                                  |                                  |
|  | le 29 avril 2017 et le 7 mai 2017 |                                   |                                   |                                   | 1er | Metz Handball   | 22                               | 25                               |                                  |                                  |                                  |                                  |                                  |                                  |                                  |                                  |
|  |                                   |                                   | 3e                                | Brest Bretagne Handball           | 21  | 23              |                                  |                                  |                                  |                                  |                                  |                                  |                                  |                                  |                                  |                                  |
|  | 7e                                | Toulon Saint-Cyr VHB              | 3e                                | Brest Bretagne Handball           | 21  | 23              | 19                               | 21                               |                                  |                                  |                                  |                                  |                                  |                                  |                                  |                                  |
|  | 7e                                | Toulon Saint-Cyr VHB              |                                   |                                   |     |                 |                                  |                                  |                                  |                                  |                                  |                                  |                                  |                                  |                                  |                                  |
|  | 2e                                | Issy Paris Hand                   | 23                                | 25                                |     |                 |                                  |                                  |                                  |                                  |                                  |                                  |                                  |                                  |                                  |                                  |
|  | 2e                                | Issy Paris Hand                   | 23                                | 25                                | 2e  | Issy Paris Hand | 23                               | 23                               | Match pour la troisième place    | Match pour la troisième place    | Match pour la troisième place    | Match pour la troisième place    |                                  |                                  |                                  |                                  |
|  | le 29 avril 2017 et le 6 mai 2017 |                                   |                                   |                                   | 2e  | Issy Paris Hand | 23                               | 23                               | Match pour la troisième place    | Match pour la troisième place    | Match pour la troisième place    | Match pour la troisième place    |                                  |                                  |                                  |                                  |
|  |                                   |                                   | 3e                                | Brest Bretagne Handball           | 21  | 31              |                                  |                                  | le 31 mai 2017 et le 3 juin 2017 | le 31 mai 2017 et le 3 juin 2017 | le 31 mai 2017 et le 3 juin 2017 | le 31 mai 2017 et le 3 juin 2017 |                                  |                                  |                                  |                                  |
|  | 6e                                | Chambray Touraine Handball        | 3e                                | Brest Bretagne Handball           | 21  | 31              | 21                               | 21                               | le 31 mai 2017 et le 3 juin 2017 | le 31 mai 2017 et le 3 juin 2017 | le 31 mai 2017 et le 3 juin 2017 | le 31 mai 2017 et le 3 juin 2017 |                                  |                                  |                                  |                                  |
|  | 6e                                | Chambray Touraine Handball        |                                   |                                   |     |                 |                                  | 21                               |                                  |                                  | 4e                               | ES Besançon                      | 29                               | 22                               |                                  |                                  |
|  | 3e                                | Brest Bretagne Handball           | 28                                | 32                                |     |                 |                                  |                                  |                                  |                                  | 4e                               | ES Besançon                      | 29                               | 22                               |                                  |                                  |
|  | 3e                                | Brest Bretagne Handball           | 28                                | 32                                | 2e  | Issy Paris Hand | 29                               | 28                               |                                  |                                  |                                  |                                  |                                  |                                  |                                  |                                  |
|  |                                   |                                   |                                   |                                   |     |                 |                                  |                                  |                                  |                                  |                                  |                                  |                                  |                                  |                                  |                                  |

### Playdowns
Les playdowns sont un mini-championnat opposant en matches aller-retour les trois dernières équipes de la saison régulière du championnat. Avant le début des playdowns les équipent reçoivent un bonus de points en fonction de leur classement en saison régulière : le neuvième reçoit trois points, le dixième deux points et le onzième zéro.
A la fin des six journées, l’équipe qui occupe la dernière place de ce mini-championnat est reléguée en Division 2.
|    | Équipe                   | Pts | J | G | N | P | Bp | Bc  | Diff | Dép |  | Résultats (dom.\ext.) | Fleury | Nice  | Celles |
| -- | ------------------------ | --- | - | - | - | - | -- | --- | ---- | --- |  | --------------------- | ------ | ----- | ------ |
| 9  | CJF Fleury Loiret        | 12  | 4 | 2 | 1 | 1 | 95 | 91  | 4    | +3  |  | CJF Fleury Loiret     |        | 27-22 | 25-25  |
| 10 | OGC Nice CA HB           | 12  | 4 | 3 | 0 | 1 | 96 | 87  | 9    | -3  |  | OGC Nice CA HB        | 19-17  |       | 27-22  |
| 11 | HBC Celles-sur-Belle (P) | 5   | 4 | 0 | 1 | 3 | 93 | 106 | -13  | -   |  | HBC Celles-sur-Belle  | 25-26  | 21-28 |        |

### Matchs de classement
Les équipes éliminées en quarts de finale des playoffs disputent des matches de classement pour attribuer les cinquième, sixième, septième et huitième places. À l'instar des playoffs, pour chaque double confrontation le match aller se joue sur le terrain du moins bien classé en saison régulière, le retour chez le mieux classé.
|  | 5e à 8e place                    | 5e à 8e place                    | 5e à 8e place                    | 5e à 8e place                    |          |                        | 5e place                         | 5e place                         | 5e place                         | 5e place                         |
|  |                                  |                                  |                                  |                                  |          |                        |                                  |                                  |                                  |                                  |
|  | le 13 mai 2017 et le 20 mai 2017 | le 13 mai 2017 et le 20 mai 2017 | le 13 mai 2017 et le 20 mai 2017 | le 13 mai 2017 et le 20 mai 2017 |          |                        | le 31 mai 2017 et le 3 juin 2017 | le 31 mai 2017 et le 3 juin 2017 | le 31 mai 2017 et le 3 juin 2017 | le 31 mai 2017 et le 3 juin 2017 |
|  | 8e                               | Cercle Dijon Bourgogne           | 26                               | 29                               |          |                        | le 31 mai 2017 et le 3 juin 2017 | le 31 mai 2017 et le 3 juin 2017 | le 31 mai 2017 et le 3 juin 2017 | le 31 mai 2017 et le 3 juin 2017 |
|  | 8e                               | Cercle Dijon Bourgogne           | 26                               | 29                               |          |                        | le 31 mai 2017 et le 3 juin 2017 | le 31 mai 2017 et le 3 juin 2017 | le 31 mai 2017 et le 3 juin 2017 | le 31 mai 2017 et le 3 juin 2017 |
|  | 5e                               | Nantes LAH                       | 21                               | 23                               |          |                        | le 31 mai 2017 et le 3 juin 2017 | le 31 mai 2017 et le 3 juin 2017 | le 31 mai 2017 et le 3 juin 2017 | le 31 mai 2017 et le 3 juin 2017 |
|  | 5e                               | Nantes LAH                       | 21                               | 23                               | 8e       | Cercle Dijon Bourgogne | 23                               | 28                               |                                  |                                  |
|  | le 13 mai 2017 et le 19 mai 2017 |                                  |                                  |                                  | 8e       | Cercle Dijon Bourgogne | 23                               | 28                               |                                  |                                  |
|  |                                  |                                  | 6e                               | Chambray Touraine Handball       | 25       | 26                     |                                  |                                  |                                  |                                  |
|  | 7e                               | Toulon Saint-Cyr VHB             | 6e                               | Chambray Touraine Handball       | 25       | 26                     | 28                               | 20                               |                                  |                                  |
|  | 7e                               | Toulon Saint-Cyr VHB             |                                  |                                  |          |                        |                                  | 20                               |                                  |                                  |
|  | 6e                               | Chambray Touraine Handball       | 26                               | 25                               |          |                        |                                  |                                  |                                  |                                  |
|  | 6e                               | Chambray Touraine Handball       | 26                               | 25                               | 7e place |                        |                                  |                                  |                                  |                                  |
|  |                                  |                                  |                                  |                                  |          |                        |                                  |                                  |                                  |                                  |
|  | le 31 mai 2017 et le 3 juin 2017 |                                  |                                  |                                  |          |                        |                                  |                                  |                                  |                                  |
|  | 5e                               | Nantes LAH                       | 30                               | 30                               |          |                        |                                  |                                  |                                  |                                  |
|  | 5e                               | Nantes LAH                       | 30                               | 30                               |          |                        |                                  |                                  |                                  |                                  |
|  | 7e                               | Toulon Saint-Cyr VHB             | 31                               | 27                               |          |                        |                                  |                                  |                                  |                                  |
|  | 7e                               | Toulon Saint-Cyr VHB             | 31                               | 27                               |          |                        |                                  |                                  |                                  |                                  |

## Classement final
| Rang | Équipe                         | SR  |
| ---- | ------------------------------ | --- |
| 1er  | Metz Handball (T, F)           | 1er |
| 2e   | Brest Bretagne Handball (P)    | 3e  |
| 3e   | Issy Paris Hand                | 2e  |
| 4e   | ES Besançon                    | 4e  |
| 5e   | Cercle Dijon Bourgogne         | 5e  |
| 6e   | Chambray Touraine Handball (P) | 6e  |
| 7e   | Nantes LAH                     | 8e  |
| 8e   | Toulon Saint-Cyr VHB           | 7e  |
| 9e   | CJF Fleury Loiret              | 9e  |
| 10e  | OGC Nice CA HB                 | 10e |
| 11e  | HBC Celles-sur-Belle (P)       | 11e |

## Statistiques

### Classement des buteuses
| Rang | Joueuse              | Club                   | Buts | Tirs | %   | MJ | Moy. |
| ---- | -------------------- | ---------------------- | ---- | ---- | --- | -- | ---- |
| 1    | Mouna Chebbah        | Chambray Touraine      | 148  | 265  | 56% | 23 | 6,4  |
| 2    | Ana Gros             | Metz Handball          | 134  | 239  | 56% | 22 | 6,1  |
| 3    | Lois Abbingh         | Issy Paris Hand        | 129  | 218  | 59% | 24 | 5,4  |
| 4    | Sonja Frey           | Cercle Dijon Bourgogne | 124  | 219  | 57% | 25 | 5,0  |
| 5    | Vanessa Boutrouille  | Chambray Touraine      | 120  | 246  | 49% | 23 | 5,2  |
| 6    | Jovana Stoiljković   | Nantes                 | 114  | 203  | 56% | 23 | 5,0  |
| 7    | Stine Bredal Oftedal | Issy Paris Hand        | 113  | 205  | 55% | 24 | 4,7  |
| 8    | Audrey Deroin        | Cercle Dijon Bourgogne | 112  | 192  | 58% | 25 | 4,5  |
| 9    | Malin Holta          | Nantes                 | 111  | 121  | 50% | 26 | 4,3  |
| 10   | Martina Skolkova     | Cercle Dijon Bourgogne | 105  | 205  | 51% | 25 | 4,2  |

Ce classement officiel ne tient pas compte des matchs de Coupe de France.

### Classement des gardiennes

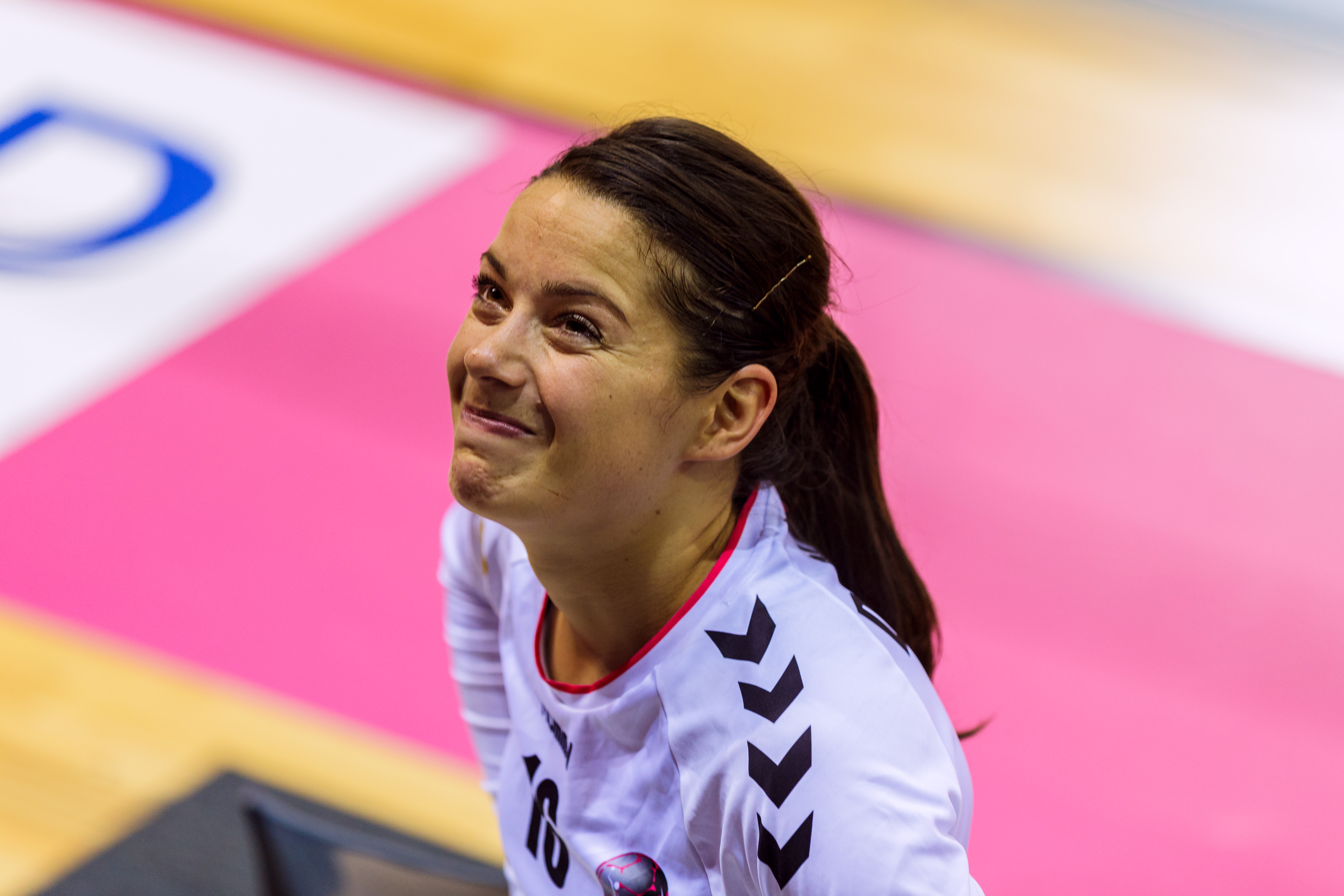
Cléopâtre Darleux avec Brest en 2016

| Rang | Joueuse             | Club                           | Arrêts | Tirs | %   | MJ | Moy. |
| ---- | ------------------- | ------------------------------ | ------ | ---- | --- | -- | ---- |
| 1    | Silje Solberg       | Issy Paris Hand                | 342    | 890  | 38% | 26 | 13,2 |
| 2    | Cléopâtre Darleux   | Brest Bretagne Handball        | 322    | 759  | 42% | 25 | 12,9 |
| 3    | Julie Foggea        | Fleury Loiret                  | 279    | 796  | 35% | 22 | 12,7 |
| 4    | Catherine Gabriel   | ES Besançon                    | 269    | 692  | 39% | 25 | 10,8 |
| 5    | Justine Hicquebrant | Handball Club Celles-sur-Belle | 232    | 621  | 37% | 18 | 12,9 |

Ce classement officiel ne tient pas compte des matchs de Coupe de France.

### Buts par journée
Ce graphique représente le nombre de buts marqués lors de chaque journée.

## Affluences moyennes
| Rang              | Club                           | Moyenne | Taux | Évolution  |
| ----------------- | ------------------------------ | ------- | ---- | ---------- |
| 1                 | Brest Bretagne Handball        | 3 642   | 89%  | Division 2 |
| 2                 | Toulon Saint-Cyr               | 2 659   | 62%  |            |
| 3                 | Metz Handball                  | 2 611   | 61%  |            |
| 4                 | ES Besançon                    | 1 950   | 58%  |            |
| 5                 | Issy Paris Hand                | 1 858   |      |            |
| 6                 | Cercle Dijon Bourgogne         | 1 420   | 46%  |            |
| 7                 | Handball Club Celles-sur-Belle | 1 388   | 94%  | Division 2 |
| 8                 | Fleury Loiret                  | 1 196   |      |            |
| 9                 | Chambray Touraine              | 800     | 100% | Division 2 |
| 10                | Nantes Loire Atlantique        | 695     | 40%  |            |
| 11                | OGC Nice                       | 365     | 25%  |            |
| Affluence moyenne | Affluence moyenne              | 1 683   |      | +13,4%     |
| Affluence médiane | Affluence médiane              | 1 420   |      |            |

## Récompenses individuelles et distinctions

### Joueuse du mois
| Joueuse du mois |                    |                            |
| Mois            | Joueuse            | Club                       |
| Septembre       | Marion Limal       | Brest Bretagne Handball    |
| Octobre         | Cléopâtre Darleux  | Brest Bretagne Handball    |
| Novembre        | Jovana Stoiljković | Nantes LA                  |
| Janvier         | Mouna Chebbah      | Chambray Touraine Handball |
| Février         | Ana Gros           | Metz Handball              |
| Mars            | Ana Gros           | Metz Handball              |
| Avril           | Cléopâtre Darleux  | Brest Bretagne Handball    |

### Distinctions individuelles
| Distinctions individuelles                                 |                                        |                |                                         |
| Meilleure joueuse : Stine Bredal Oftedal (Issy Paris Hand) |                                        |                |                                         |
| Gardienne de but                                           | Laura Glauser (Metz Handball)          | Défenseuse     | Stéphanie N'Tsama Akoa (Brest Bretagne) |
| Gardienne de but                                           | Cléopâtre Darleux (Brest Bretagne)     | Défenseuse     | Béatrice Edwige (Metz Handball)         |
| Gardienne de but                                           | Silje Solberg (Issy Paris)             | Défenseuse     | Astride N'Gouan (Brest Bretagne)        |
| Ailière gauche                                             | Coralie Lassource (Issy Paris Hand)    | Ailière droite | Jurswailly Luciano (Metz Handball)      |
| Ailière gauche                                             | Marion Maubon (Metz Handball)          | Ailière droite | Pauline Coatanea (Nantes LAH)           |
| Ailière gauche                                             | Djénéba Tandjan (Toulon Saint-Cyr)     | Ailière droite | Amanda Kolczynski (ES Besançon)         |
| Arrière gauche                                             | Xenia Smits (Metz Handball)            | Arrière droite | Ana Gros (Metz Handball)                |
| Arrière gauche                                             | Vanessa Boutrouille (Chambray)         | Arrière droite | Marta Mangué (Brest Bretagne)           |
| Arrière gauche                                             | Lois Abbingh (Issy Paris)              | Arrière droite | Sanne van Olphen (Toulon Saint-Cyr)     |
| Demi-centre                                                | Stine Bredal Oftedal (Issy Paris Hand) | Pivot          | Slađana Pop-Lazić (Metz Handball)       |
| Demi-centre                                                | Mouna Chebbah (Chambray)               | Pivot          | Astride N'Gouan (Brest Bretagne)        |
| Demi-centre                                                | Sonja Frey (Dijon)                     | Pivot          | Ekaterina Vetkova (Toulon Saint-Cyr)    |
| Espoir                                                     | Constance Mauny (Chambray Touraine)    | Entraîneur     | Emmanuel Mayonnade (Metz Handball)      |
| Espoir                                                     | Melvine Deba (Issy Paris)              | Entraîneur     | Raphaëlle Tervel (ES Besançon)          |
| Espoir                                                     | Déborah Kpodar (Dijon)                 | Entraîneur     | Guillaume Marquès (Chambray)            |

| Autres catégories           |                                 |
| Meilleure recrue            | Allison Pineau (Brest Bretagne) |
| Meilleure joueuse étrangère | Bruna de Paula (Fleury Loiret)  |
| Meilleur public             | Brest Bretagne Handball         |

Remarque : le vote des internautes a compté pour 51% et a été complété par celui des entraîneurs de LFH (49%).

## Clubs engagés en Coupe d'Europe

### Ligue des Champions
| Équipe        | Qualifications       | Qualifications       | Phase de groupes | Phase de groupes | Tour principal | Tour principal  | Playoffs        | Playoffs        | Bilan général    |
| Équipe        | Résultat             | Vic-Déf-Nul          | Résultat         | Vic-Déf-Nul      | Résultat       | Vic-Déf-Nul     | Stade           | Vic-Déf-Nul     | Vic-Déf-Nul      |
| ------------- | -------------------- | -------------------- | ---------------- | ---------------- | -------------- | --------------- | --------------- | --------------- | ---------------- |
| Metz Handball | Directement qualifié | Directement qualifié | 2e du groupe A   | 4 - 2 - 0 (67%)  | 4e du groupe W | 5 - 5 - 0 (50%) | Quart de finale | 1 - 1 - 0 (50%) | 10 - 8 - 0 (55%) |

### Coupe de l'EHF
| Équipe                  | Qualifications       | Qualifications   | Phase de groupes | Phase de groupes | Playoffs        | Playoffs       | Bilan général    |
| Équipe                  | Résultat             | Vic-Déf-Nul      | Résultat         | Vic-Déf-Nul      | Stade           | Vic-Déf-Nul    | Vic-Déf-Nul      |
| ----------------------- | -------------------- | ---------------- | ---------------- | ---------------- | --------------- | -------------- | ---------------- |
| Nantes LA               | Vainqueur au 3e tour | 6 - 0 - 0 (100%) | 1er du groupe A  | 4 - 1 - 1 (67%)  | Quart de finale | 0 - 2 - 0 (0%) | 10 - 3 - 1 (71%) |
| Brest Bretagne Handball | Vainqueur au 3e tour | 6 - 0 - 0 (100%) | 2e du groupe B   | 3 - 1 - 2 (50%)  | Quart de finale | 0 - 2 - 0 (0%) | 9 - 3 - 2 (64%)  |
| Fleury Loiret           | 2e tour              | 1 - 1 - 0 (50%)  | Éliminé          | Éliminé          | Éliminé         | Éliminé        | 1 - 1 - 0 (50%)  |
| Issy Paris Hand         | 2e tour              | 2 - 2 - 0 (50%)  | Éliminé          | Éliminé          | Éliminé         | Éliminé        | 2 - 2 - 0 (50%)  |

## Bilan de la saison
| Tableau d'honneur de la saison 2016-2017 |                                                                |
| Compétition                              | Vainqueur                                                      |
| Championnat de France                    | Metz Handball                                                  |
| Coupe de France                          | Metz Handball                                                  |
| Qualifications européennes 2017-2018     |                                                                |
| Compétition                              | Qualifiés                                                      |
| Ligue des champions                      | Metz Handball Brest Bretagne Handball (Wild-card)              |
| Coupe de l'EHF                           | Issy Paris Hand ES Besançon Cercle Dijon Bourgogne (Wild-card) |
| Promotions et relégations                |                                                                |
| Relégué en Division 2                    | HBC Celles-sur-Belle                                           |
| Promus du Division 2                     | Bourg-de-Péage Drôme HB Le Havre AC                            |